# Vitor Hublot
Pour les articles homonymes, voir Hublot (homonymie).
 (novembre 2012).
Si vous disposez d'ouvrages ou d'articles de référence ou si vous connaissez des sites web de qualité traitant du thème abordé ici, merci de compléter l'article en donnant les références utiles à sa vérifiabilité et en les liant à la section « Notes et références ».
 (octobre 2021).
Vitor Hublot est un collectif musical belge variable, autour de Guy Clerbois, tailleur de pierre, producteur et musicien autodidacte, né le 19 juin 1961 à Soignies.

## Biographie
Guy Clerbois commence sa carrière musicale en transformant les sons, créant des rythmes avec des disques vinyles griffés, désaccordant sa guitare et jouant sur les vitesses d’enregistrements. En compagnie de Guy Delhalle, il sort en 1983 un premier EP de chansons pop Aller simple. Au milieu des années 80, il commence ce qui deviendra le concept même de Vitor Hublot, faire de reprises décalées d’œuvres existantes. 
Piron n’veu nin dinser est le premier 45 tours electro/rock en wallon. L'album 185 millions de francophones et moi et moi et moi… mélange chansons traditionnelles et pop synthétique d’avant-garde. Pour garder l’esprit des grandes fêtes folkloriques, chaque titre est interprété par un chanteur différent et sa version de La p’tite gayole lui assure une reconnaissance dans le milieu musical belge.
Il entame ensuite son projet sur Georges Brassens, un 45t chanté par Jeff Bodart sort dans l’indifférence générale. 
Revenant à la manipulation sonore, Guy Clerbois sort en 1993 sous son nom, un CD improbable, La dernière tentation du disque, qui renoue avec le détournement de matières existantes, la musique étant créée uniquement par la manipulation de disques vinyles. Après cet album, il arrête la musique pendant quinze ans avant de réapparaitre en 2009 avec 200 millions de francophones et moi et moi et moi…, CD reprenant l’album de 1986, deux titres de 1984 et un original.
Recommençant son projet sur Brassens, il fait appel à Jacques Duvall pour une interprétation et de cette rencontre naît une complicité, une amitié. Quelques personnalités découvrent et viennent chanter un Brassens selon Vitor Hublot, le projet prend de l’ampleur et trois CD de trente minutes sont prévus mais dès la sortie du premier, l’héritier de Georges Brassens met son véto et les disques doivent être retirés du commerce. 
Guy Clerbois n’abandonne pas et finit par obtenir l’accord du neveu cinq mois plus tard. Le premier CD, Brassens selon Vitor Hublot, sort mais transformé, l’introduction puisée d’une interview de Brassens a disparu et le disque compte cinq titres en plus.
En même temps, Guy Clerbois et Jacques Duvall entament un autre projet sur la chanson et la variété française. Isabelle Wery se joint rapidement au duo et un projet d’album voit le jour (Contes de la libido ordinaire), reprenant des titres de Georges Brassens, Jil Caplan, Patrick Coutin, Raphaël Elig, Johnny Hallyday, Françoise Hardy, Lio, Charles Trenet, Pierre Vassiliu, Boris Vian et Jean Yanne.
En 2015, Guy Clerbois publie aux éditions Lamiroy, Vitor Hublot anartiste d'avariété, un auto-abécédaire ou il nous livre ses différentes expériences, rencontres , impressions sur la musique et son entourage. Il joint un cd de 6 titres reprenant des morceaux de ses différentes productions, faisant à cette œuvre une sorte de bilan post mortem.

## Discographie

### Albums
- 1986 : 185 millions de francophones et moi et moi et moi...  (Psoria Disc)
- 1993 : La dernière tentation du disque  (Psoria Disc)
- 2009 : 200 millions de francophones et moi et moi et moi...  (Psoria Disc)
- 2011 : Brassens selon Vitor Hublot 1  (Psoria Disc)
- 2012 : Contes de la libido ordinaire  (Psoria Disc)

### EP
- 1984 : Aller simple  (Psoria Disc) .

### Singles
- 1985 : La p'tite gayole / J'ai perdu mon oiseau  (Psoria Disc)
- 1985 : Piron n'veut nin dinser / Vive l'amour  (Psoria Disc)
- 1989 : Marinette / La mauvaise réputation  (Psoria Disc)
- 2009 : 200 millions  (Psoria Disc)
- 2011 : Brave Margot avec Jil Caplan  (Psoria Disc)
- 2011 : Moi, mes souliers avec Jacques Duvall  (Psoria Disc)
- 2011 : Tous les garçons et les filles avec Jacques Duvall et Isabelle Wery  (Psoria Disc)
- 2012 : J'aime pas le rock avec Jacques Duvall et Isabelle Wery  (Psoria Disc)